# Мамедов, Иса Али оглы
Иса Али оглы Мамедов (азерб. İsa Əli oğlu Məmmədov; 11 июля 1926, Нахичеванская АССР — 10 августа 2007, Баку) — советский азербайджанский государственный и партийный деятель, Герой Социалистического Труда (1976). Заслуженный учитель Азербайджанской ССР (1964). Доктор психологических наук (2006).

## Биография
Родился 11 июля 1926 года в селе Аралык Нахичеванской АССР (ныне село в Шарурском районе Нахичеванской АР Азербайджана).
Окончил Московскую высшую комсомольскую школу (1947), Азербайджанский педагогический институт имени Ленина (1950) и Высшую партийную школу при ЦК КПСС (1977).
С 1943 года — учитель средней школы, с 1944 года — первый секретарь Норашенского райкома комсомола, в 1947—1953 годах — секретарь, первый секретарь Нахичеванского обкома ЛКСМ, с 1953 года — заведующий Нахичеванским городским и районным отделом народного образования. С 1961 года — директор Нахичеванской городской школы-интерната, с 1965 года — министр культуры Нахичеванской АССР.
С 1970 года — первый секретарь Ленкоранского городского комитета КП Азербайджана. Иса Мамедов на должности первого секретаря Ленкоранского горкома партии проявил себя, как умелый и опытный, требовательный к себе и окружающим руководитель. За время руководства Мамедова, в городе Ленкорань построены и сданы в эксплуатацию новый жилой массив, новый микрорайон, дом быта, дом счастья, театр, дворец культуры, дом интеллигенции, современные школы, новый медицинский комплекс, аэропорт. Полностью восстановлены и построены заново главная площадь города и центральный стадион. По предложению Мамедова в городе, впервые во всей республике, стали проводиться «праздники урожая», проводился ряд спортивных состязаний, организован футбольный клуб «Хазар», создан новый лечебный термальный санаторий-пансионат «Ленкорань». При непосредственном участии Исы Мамедова в 1976 году построен и введен в эксплуатацию новый Ханбуланчайский водохозяйственный комплекс, обеспечивший создание высокоурожайных чайных и цитрусовых плантаций. Именно во время руководства Мамедова, Ленкорань получила прозвище «Всесоюзный огород» — свежие овощи и овощные консервы пользовались большой популярностью, как в республике, так и во всём Советском Союзе. За период IX пятилетки в районе производство чая увеличилось с 5,3 тысяч до 10 тысяч тонн, производство овощей с 52 тысяч до 200 тысяч тонн, урожайность овощей увеличена на 47 процентов и дошла до 257 центнеров овощей с гектара, увеличено количество полей предназначенных для цитрусовых растений и винограда.
Указом Президиума Верховного Совета СССР от 27 декабря 1976 года за выдающиеся успехи, достигнутые во Всесоюзном социалистическом соревновании, проявленную трудовую доблесть в выполнении планов и социалистических обязательств по увеличению производства и продажи государству зерна, хлопка, винограда, овощей и других сельскохозяйственных продуктов в 1976 году Мамедову Исе Али оглы присвоено звание Героя Социалистического Труда с вручением ордена Ленина и золотой медали «Серп и Молот».
В 1981—1987 годах — секретарь ЦК КП Азербайджана по сельскому хозяйству.
С 1988 года — директор Бакинского института повышения квалификации и переподготовки педагогических кадров. Под руководством Мамедова институт стал один из авторитетных центром по повышению профессионального уровня и переподготовке учителей, осуществлению реформ в образовании. Исе Мамедову принадлежат большие заслуги в деле повышения квалификации педагогов в Азербайджане, изучения и распространения передового педагогического опыта.
Занимался активной научной деятельностью. В 1997 году защитил кандидатскую, а в 2006 году и докторскую диссертацию по психологии. Автор ряда научных произведений: «Праздник труда и дружбы» (на азербайджанском языке, 1973), «Горком партии, как организатор комплексного подхода к идеологической работе, к единой цели» (на русском языке, 1980), «Познание общественной должности» (на азербайджанском языке, 1981), «Практика организации психологической помощи в школах Азербайджана и научно-методические проблемы» (на азербайджанском языке, 1996), «Организация психологической помощи в средней школе» (на грузинском языке, 1999), «Школьная психологическая служба Азербайджана» (на русском языке, 2000), «Непрерывное психологическое образование в школе» (на азербайджанском языке, 2002), «Толковый психологический словарь» (на азербайджанском языке, 2002), «Памятка школьному психологу» (на азербайджанском языке, 2003).
Активно участвовал в общественной жизни Азербайджана. Член КПСС с 1945 года. Делегат XXIV, XXV, XXVI и XXVI съездов КПСС, XXVIII, XXIX, XXX и XXXI съездов КП Азербайджана и XI съезда ВЛКСМ. В 1971—1981 годах член ЦК, в 1981—1987 годах член Бюро ЦК КП Азербайджана. Депутат Верховного Совета Азербайджанской ССР 8-го, 9-го, 10-го и 11-го созывов, в 1975—1981 годах член Президиума.
Распоряжением Президента Азербайджанской Республики от 2 октября 2002 года, за большие заслуги в области науки и образования, культуры и искусства, экономики и государственного управления Азербайджана, Мамедову Исе Али оглы предоставлена персональная пенсия Президента Азербайджанской Республики.
Скончался 10 августа 2007 года в городе Баку.